# Пульков, Анатолий Иванович
Анатолий Иванович Пульков (1941 - 2002) - советский игрок в хоккей с мячом.

## Карьера
Воспитанник динамовского спорта. Выступал за «Динамо» (Москва) до 1960 года. В 1960-70 играл за СКА (Хабаровск). В 1970-72 играл за «Зоркий» (Красногорск).
Серебряный (1964 и 1970) и бронзовый (1965, 1968 и 1969) призёр чемпионатов .
Дважды (1964, 1968гг.) включался в списки лучших игроков страны.